# London (Canada)
London è una città canadese nella parte sudoccidentale della provincia dell'Ontario. Al 2011 aveva una popolazione di 366.151 abitanti (474.786 nell'area metropolitana). La città è il capoluogo della contea di Middlesex.

## Storia
London si è formata da un insediamento europeo fondato nel 1826 e ricevette il titolo di città il 30 novembre 1855. 

## Etimologia
La città prende il proprio nome in onore della capitale britannica (per l'appunto London in inglese).

## Economia
L'economia della città è basata principalmente sulla costruzione di veicoli militari e locomotive, sulle assicurazioni e sulla tecnologia informatica.

## Cultura

### Istruzione

#### Università
La città è sede di una università pubblica, la University of Western Ontario, fondata nel 1878, che ha all'incirca 3.500 dipendenti e 30.000 studenti.